# Массауду, Хассуми
Хассуми Массауду (фр. Hassoumi Massaoudou, род. 22 октября 1957) — нигерский политик, министр внутренних дел с 2013 по 2016 год и министр иностранных дел с 2021 по 2023 год. После военного переворота 2023 года в Нигере Массауду объявил себя исполняющим обязанности президента Нигера, сменив Мохамеда Базума, который был свергнут и заменён военной хунтой.

## Политическая карьера
Массауду был одним из основателей партии за демократию и социализм Нигера, созданной под руководством Махамаду Иссуфу в 1990 году. Когда партия провела свою Учредительную Генеральную ассамблею 23-24 декабря 1990 года, Массауду был назначен её секретарём по информации и пропаганде. После первых многопартийных выборов 1993 года в Нигере 23 апреля 1993 года было сформировано коалиционное правительство во главе с Махамаду Иссуфу. В него вошёл Массауду в качестве министра связи, культуры, молодежи и спорта. Он занимал эту должность до тех пор, пока премьер-министр Иссуфу не ушёл в отставку в конце сентября 1994 года, а партия покинула правящую коалицию. 5 октября 1994 года было сформировано новое правительство.
После военного переворота, совершенного Ибрагимом Барэ Майнассарой 27 января 1996 года, Массауду был арестован 13 июля 1996 года и подвергнут пыткам во время содержания под стражей с использованием инсценировок казней.
Массауду был избран в Национальное собрание на парламентских выборах в ноябре 1999 года и занимал пост президента парламентской группы своей партии в течение последующего парламентского срока. По состоянию на 2004 год он был первым заместителем генерального секретаря партии за демократию и социализм Нигера.
Что касается попыток президента Мамаду Танджа в 2009 году создать новую конституцию, которая сняла бы ограничения на президентский срок, Массауду сказал, что Танджа потерял свою легитимность и что оппозиция будет «относиться к нему как к простому путчисту». 1 июня 2009 года он заявил прессе, что Танджа пытается «разрушить демократические институты». Он также сказал, что 7 июня по всей стране пройдут «одновременные гигантские митинги» против запланированного Танджей конституционного референдума.
Массауду возглавлял кампанию Иссуфу на президентских выборах в январе–марте 2011 года. Иссуфу победил на выборах и вступил в должность президента 7 апреля 2011 года; в тот же день он назначил Массауду директором кабинета президента в ранге министра.
Массауду занимал пост директора кабинета министров более двух лет, прежде чем 13 августа 2013 года был назначен в правительство министром внутренних дел, общественной безопасности, децентрализации, по делам обычаев и религии. После того, как Иссуфу был приведен к присяге на второй срок, Массауду был переведен на пост министра национальной обороны 11 апреля 2016 года. Шесть месяцев спустя, 19 октября 2016 года, его снова перевели, на этот раз на пост министра финансов.
После государственного переворота 2023 года в Нигере Массауду остался верен президенту Мохамеду Базуму и осудил военную хунту, которая его свергла. 27 июля он объявил себя исполняющим обязанности главы государства, заменив Базума, и призвал всех демократов «сделать так, чтобы эта авантюра провалилась».